# Ульянищев, Валерий Иванович
Валерий Иванович Ульянищев (27 декабря 1898, Воронеж, Воронежская губерния, Российская империя — 1996, Гаррисберг, штат Пенсильвания, США) — советский и азербайджанский ботаник. Доктор биологических наук, профессор, академик Академии наук Азербайджана (1968). Заслуженный деятель науки Азербайджанской ССР. Лауреат Ленинской премии.

## Биография
В 1919 году поступил в Воронежский сельскохозяйственный институт, который окончил в 1924 году. С 1925 по 1927 год работал в Микологической лаборатории имени А. А. Ячевского.
В 1927 году получил предложение возглавить лабораторию в Отделе защиты растений Наркомзема Азербайджанской ССР. Предложение было принято и Ульянищев в том же году переехал в Баку. С 1928 по 1931 год совмещал работу в лаборатории с преподаванием в Азербайджанском сельскохозяйственном институте и с 1946 по 1954 год в Азербайджанском государственном университете. С 1937 по начало 1990-х годов заведовал отделом систематики низших растений Института ботаники Академии наук Азербайджана.
С 1927 года по 1992 жил в Баку. С 1964 года по адресу А. Алекперова (бывшая 4-хребтовая) квартал 508, д.8. В сентябре 1992 года эмигрировал с семьей в США где и проживал до 1996 года.

## Научные работы
Основные научные работы посвящены микологии. Автор ряда научных работ и монографических сводок и определителей по отдельным группам грибов.
- Исследовал видовой состав и распространение грибов Азербайджанской ССР, а также влияние экологических факторов на их развитие.
- Предложил мероприятия по защите сельскохозяйственных культур от следующих заболеваний: вилта и гоммоза хлопчатника, парша яблони и твёрдая и стеблевая головня пшеницы.

## Членство в обществах
- Академик АН Азербайджанской ССР (1968).

## Награды и премии
- 1964 — Ленинская премия в области науки за научный труд в 6-х томах «Микрофлора Азербайджана». (1952—1962)